# Britisch-Sansibarischer Krieg
Der Britisch-Sansibarische Krieg wurde zwischen 9:00 und 9:38 Uhr des 27. August 1896 zwischen Großbritannien und dem Sultanat Sansibar geführt. Mit einer Dauer von nur 38 Minuten gilt er, zumindest dem Guinness-Buch der Rekorde nach, als kürzester Krieg der Weltgeschichte. Auf britischer Seite forderte er nur einen Verwundeten, auf sansibarischer Seite rund 300 Tote und 200 Verletzte.

## Verlauf
Der Krieg brach aus, als Sultan Hamad ibn Thuwaini ibn Said, der mit der britischen Kolonialverwaltung kooperiert hatte, am 25. August starb und sein Cousin Chalid ibn Barghasch in einem Staatsstreich mit deutscher Rückendeckung die Macht über das Sultanat ergriff. Die Briten hatten allerdings Hamads und Chalids Cousin Hammud ibn Muhammad ibn Said als ihren willfährigen Nachfolger vorgesehen, und so legten sie Chalid nahe abzudanken.
Chalid weigerte sich jedoch und stellte stattdessen in zwei Tagen ein rund 2800 Mann starkes und mit alten Handfeuerwaffen bewehrtes Heer auf, das mit drei Dutzend Vorderladerkanonen die Seefront der Altstadt von Sansibar im Bereich des Palastes für den Fall eines britischen Angriffs zu rüsten versuchte. Die Briten unter Sir Harry Rawson zogen derweil vor der Küste fünf Kriegsschiffe zusammen (HMS St. George, HMS Philomel, HMS Racoon, HMS Sparrow und HMS Thrush) und bereiteten eine Landung vor.
Chalid versuchte zwar noch kurz vor Ablauf eines Ultimatums mit der Einschaltung des US-amerikanischen Gesandten im Sultanat Verhandlungen zu erwirken, doch um 9:00 Uhr begannen die Briten die Gebäude an der Seefront, insbesondere den Sultanspalast und das daneben liegende House of Wonders, mit Schiffsgeschützen zu beschießen. Schließlich stürmten und plünderten britische Marinesoldaten den Palastbereich und das alte Fort. Chalid ersuchte bald angesichts der aussichtslosen Lage um Asyl im deutschen Konsulat und verblieb bis 1916 im Exil in Deutsch-Ostafrika.

Beschießung Sansibars durch britische Schiffe
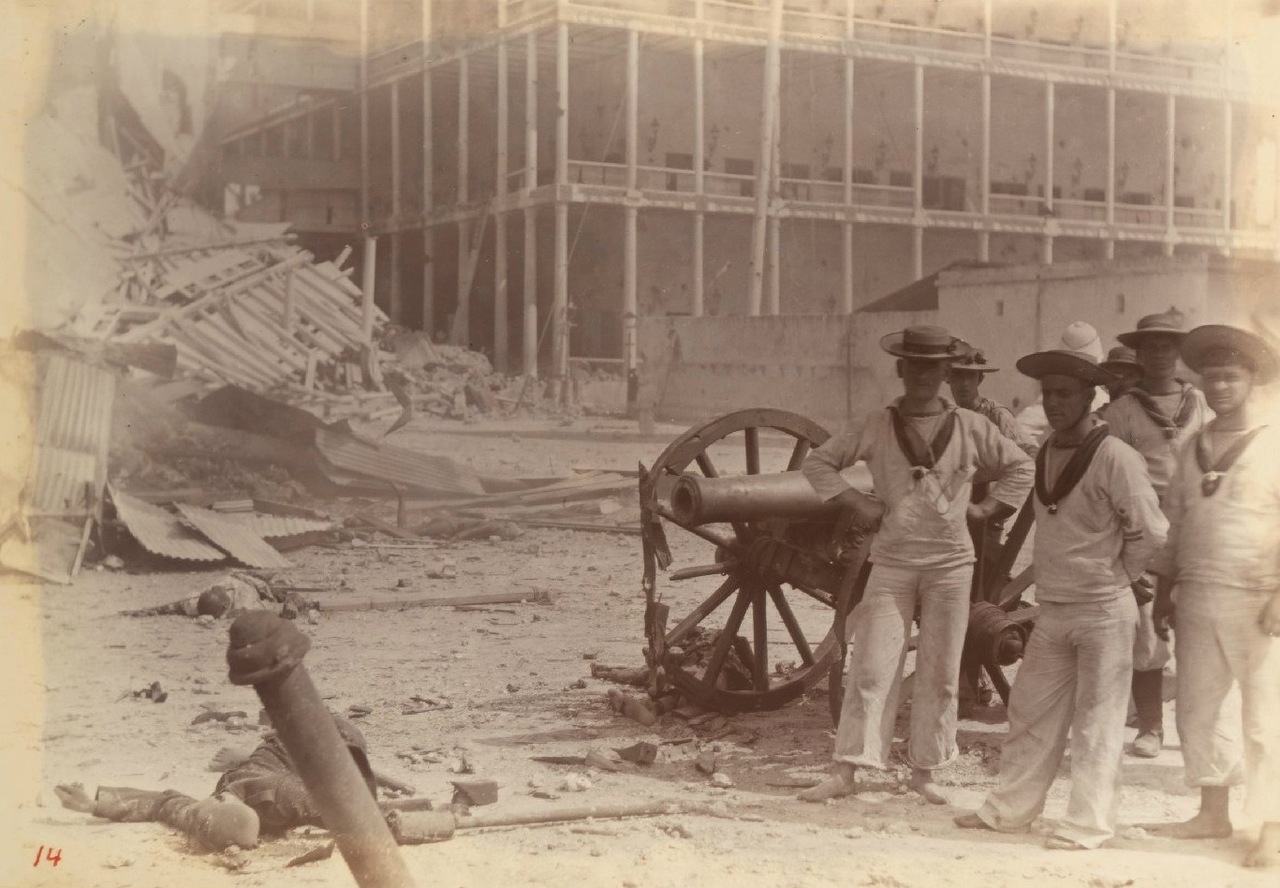
Britische Marinesoldaten in Sansibar
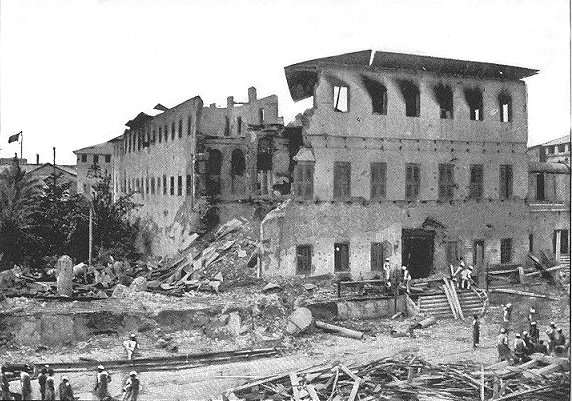
Zerstörter Palast nach dem Angriff